# ニック・ハイソング
ニック・ハイソング(英語: Nick Hysong、1971年12月12日 - )は、アメリカ合衆国の陸上競技選手。棒高跳の選手として2000年シドニーオリンピックに出場。5.90mの自己ベストで金メダルを獲得した。棒高跳でのアメリカ選手の優勝は、1968年メキシコシティーオリンピックのボブ・シーグレン以来32年ぶりだった。翌年の世界陸上でも5.85mの記録で銅メダルを獲得した。

## 自己ベスト
- 棒高跳　5.90m (2000年9月29日)

## 主な実績
| 年   | 大会                     | 場所                     | 種目   | 結果 | 記録  |
| ---- | ------------------------ | ------------------------ | ------ | ---- | ----- |
| 1995 | 世界室内陸上選手権       | バルセロナ(スペイン)     | 棒高跳 | 5位  | 5.70m |
| 1999 | 世界室内陸上選手権       | 前橋(日本)               | 棒高跳 | 8位  | 5.50m |
| 1999 | 世界陸上選手権           | セビリヤ(スペイン)       | 棒高跳 | 4位  | 5.70m |
| 1999 | IAAFグランプリファイナル | ミュンヘン(ドイツ)       | 棒高跳 | 4位  | 5.70m |
| 2000 | オリンピック             | シドニー(オーストラリア) | 棒高跳 | 金   | 5.90m |
| 2000 | IAAFグランプリファイナル | ドーハ(カタール)         | 棒高跳 | 2位  | 5.60m |
| 2001 | 世界陸上選手権           | エドモントン(カナダ)     | 棒高跳 | 銅   | 5.85m |
| 2005 | 世界陸上選手権           | ヘルシンキ(フィンランド) | 棒高跳 | 5位  | 5.50m |